# Seil (cours d'eau)

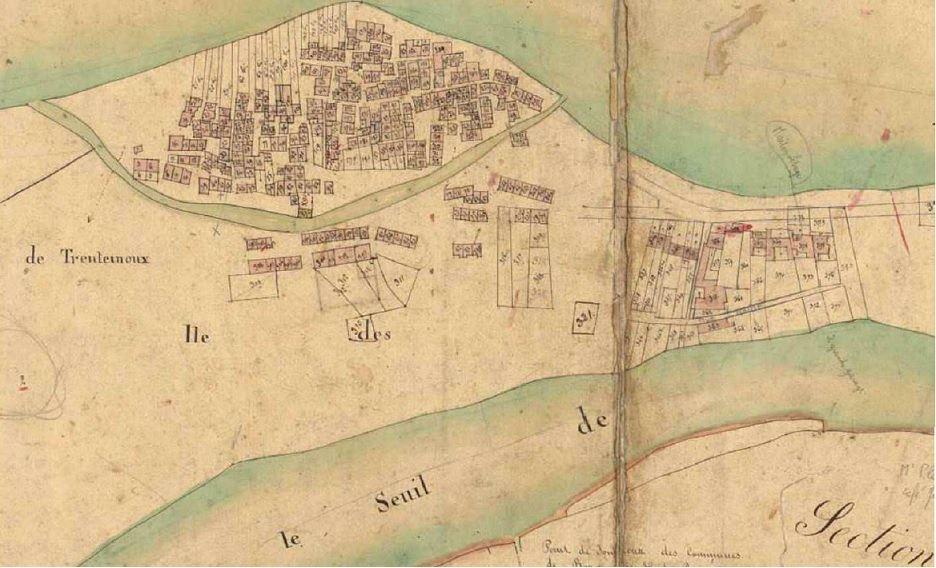
Le seil ou Seuil, l'île des Chevaliers et l'île de Trentemoult en 1826.

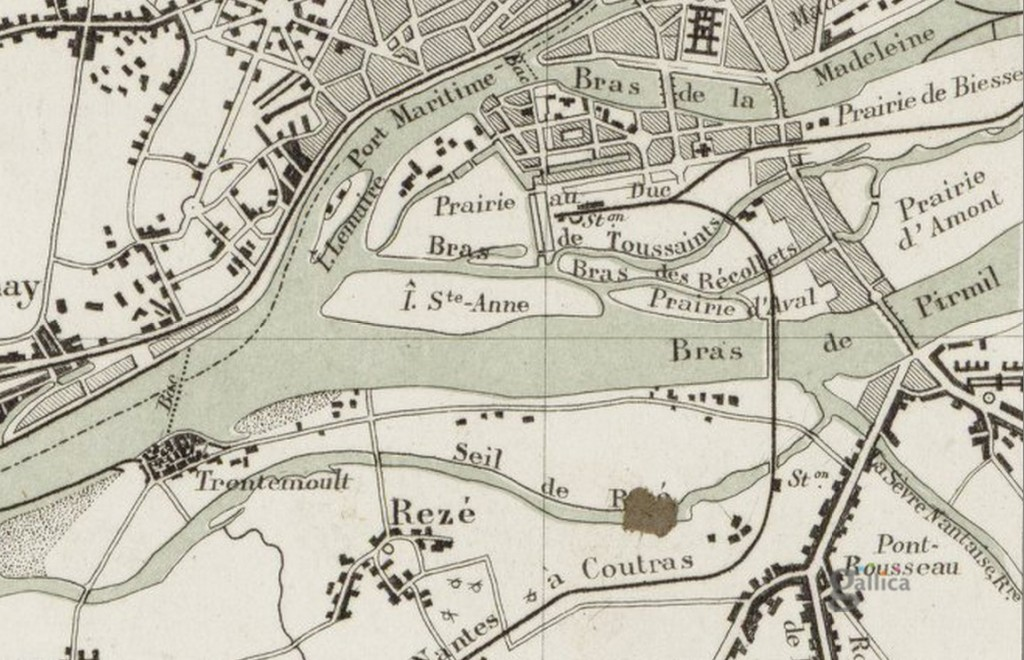
Le Seil, la Loire et Rezé en 1883.

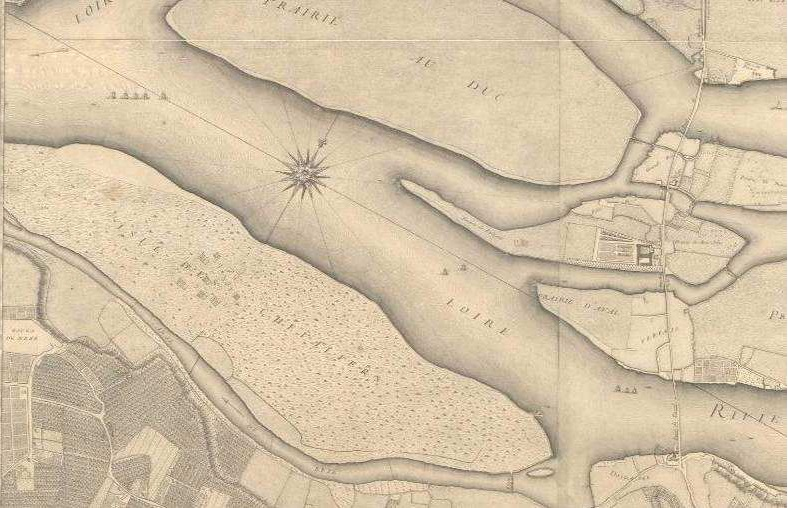
La confluence entre la Loire, la Sèvre nantaise et le Seil au XVIIIe siècle.

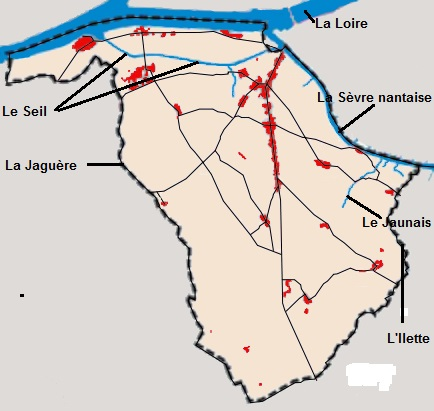
Le Seil et les autres cours d'eau de Rezé vers 1900.

Le Seil (également orthographié Seuil) est  un bras-mort de la Loire situé à Rezé, dans le département français de la Loire-Atlantique.

## Présentation
Cette ancienne boire de la rive gauche du fleuve est de nos jours comblée, mais lors de fortes pluies et de crues importantes de la Loire, les eaux du Seil ressurgissent, par endroits, autour de l'ancien lit de cet étier, notamment près de la chapelle Saint-Lupien.

## Toponymie
Le Seil est une toponymie que l'on retrouve sur la rive droite de la Loire à Nantes avec le Seil de Mauves, un étier, aujourd'hui comblé, qui longeait la Loire depuis la commune de Mauves-sur-Loire jusqu'à son débouché sur la Loire situé dans la prairie aux Mauves à Nantes après avoir traversé la petite Amazonie de Nantes. Cette toponymie se retrouve également en Anjou, avec la boire du Seil, située au Marillais sur la commune des Mauges-sur-Loire. Le mot Seil (version sail) est utilisé dans l'ancien nom de lieu d'une île de Loire appelée Reddesail, qui est positionnée dans les parages du Pont Rousseau. Cette île est signalée sous des noms proches (dont Redreczaill) dans de nombreuses chartes et pourrait indiquer peut-être la présence d'un très ancien gué traversant la Sèvre (gaulois rit, breton ret) et à proximité du seil de Rezé. Redreczail présente une mutation ancienne sur le mot sail , cela indique un toponyme breton très ancien.
On compte cinq seils au total avec les deux cités plus haut sur l'estuaire de Loire, la signification du nom étant liée au régime des marées. Nous avons le sail de Saillé (Selak en breton, saliacum en latin) sur un bras en dérivation du petit traict aujourd'hui disparu. Le seil de Mauves bras de Loire est aussi un saliacum renommé plus tard chef-sail, disparu du fait des travaux de l'évêque Félix pour son plais d'été carriacum. Le seil de Bouguenais dans son premier tracé desservait au départ le port romain de Ratiatum. Le seil de Bretagne passait au travers du marais Audubon à Couëron. Il constituait un bras de Loire de grande ampleur sur Saint-Etienne de Montluc et devait alimenter les marais salants de l'île de Vair exploités par les dames de Fontevrault. Le Syl  de Lavau dont le trajet est aujourd'hui illisible devait constituer un bras de Loire comme les autres seils. Il a été modifié par les terrassiers lambalais pour dégager des prairies agricoles avant la Révolution.
Le Seil de Rezé est indiqué sous le nom de Seuil dans les anciennes cartes des XVIIIe et XIXe siècles. En effet le seuil signifie à la fois un ouvrage construit en travers d'un cours d'eau, mais également le bord, la berge, la rive, le goulet, le chenal, le détroit ou encore le passage. Le mot Seil est une déformation phonétique en ancien français du mot Seuil, notamment dans les patois gallo et angevin.

## Géographie
Le Seil ou le Seuil, était une boire qui débutait en amont au niveau de la confluence de la Sèvre Nantaise et de la Loire. Le Seil était alors un prolongement naturel de la Sèvre nantaise. Cette rivière s'écoulait en grande partie vers ce chenal en raison de la pointe rocheuse de Pirmil qui formait une pointe avancée sur le fleuve et orientait le lit de la Sèvre nantaise vers l'ouest dans la boire du Seil.
Le Seil s'écoulait vers l'ouest en longeant la rive Ligérienne de la commune de Rezé. La boire du Seil avait créé par son parcours plusieurs îles entre ce bras secondaire de la Loire et le bras principal du fleuve. La principale île était celle dite « des Chevaliers ». L'île des Chevaliers était constituée d'une part de la Haute-île, située vers la confluence de la Sèvre nantaise et de la Loire et d'autre part de la Basse-Île située plus en aval face à une autre île, celle de Trentemoult, dont elle était séparée par un petit cours d'eau, le Courtil-Brisset, qui sera comblé au milieu du XIXe siècle La boire du Seil rejoignait le bras principal de la Loire juste à l'ouest de l'île de Trentemoult. Le ruisseau de la Jaguère qui sépare les communes de Rezé et de Bouguenais, se jetait autrefois dans l'étier du Seil.
Le colmatage du Seil débuta au milieu du XIXe siècle avec l'édification en 1850 d'une digue supportant la ligne de chemin de fer reliant Nantes à Pornic. Un siècle plus tard, au milieu du XXe siècle, la boire du Seil fut comblée par l'urbanisation de la ville. Enterré sous le macadam d'une voie rapide menant jusqu'à Pornic (le boulevard Général-De-Gaulle) et par l'aménagement d'une zone commerciale (Atout-Sud), ce bras mort de la Loire voit ses eaux ressurgirent dans des fossés aménagés lors de fortes pluies ou des crues de la Loire.

## Histoire
Les fouilles archéologiques montrent l’existence, vers 10 av. J.-C., d'une cité portuaire gallo-romaine dénommée Ratiatum. Cette cité antique est structurée le long du bras secondaire de la rive gauche de la Loire, le Seil. 
L'ancien port fluvial de la cité pictonne de Ratiatum s'est ainsi développé sur la rive du Seil dans le secteur dégagé de la chapelle Saint-Lupien. Les fouilles ont permis de mettre au jour un long mur gallo-romain ainsi qu'un habitat en terre et en bois, puis l’instauration postérieure d’un urbanisme à base orthonormée selon l'espace euclidien, avec voiries structurées et bordées d'entrepôts et d'échoppes avec fondations en pierres. Des poteries d'origines italiques et lyonnaises ainsi que des céramiques et des monnaies permettent d'établir l'existence de relations commerciales vers la province lyonnaise et l'Italie romaine dès le début de l'ère chrétienne.
Un lieu de culte était présent à côté du port de Ratiatum. Sur ce lieu cultuel, fut édifié un prieuré à l'emplacement d'un sanctuaire mérovingien et d'une ancienne chapelle édifiée après les invasions normandes. La chapelle dédiée à un certain Lupianus ou Lupien, un des premiers chrétiens à Ratiatum qui fut baptisé après 345 par l'évêque Hilaire de Poitiers. Des fouilles archéologiques ont mis au jour des sarcophages mérovingiens.

## Sources
1. ↑  cf la carte des duits de Loire au XIXe siècle
2. ↑  Origine et développement de Ratiatum
3. ↑  Histoire de Rezé et de Ratiatum
4. ↑  Grégoire de Tours - « De Gloria confessorum » - chapitre 54 (« Du confesseur Lupianus ») - édition Ruinart